# Elefantengedächtnis
Elefantengedächtnis (portugiesisch Memória de elefante) ist der erste Roman von António Lobo Antunes. Der 1979 veröffentlichte Roman handelt von einem Tag im Leben eines Psychiaters in der Lissaboner Anstalt Miguel Bombarda und ist geprägt durch dessen zynische Reflexionen über seine Mitarbeiter, seine Familie und die selbstkritische Aufarbeitung einer gescheiterten Ehe.

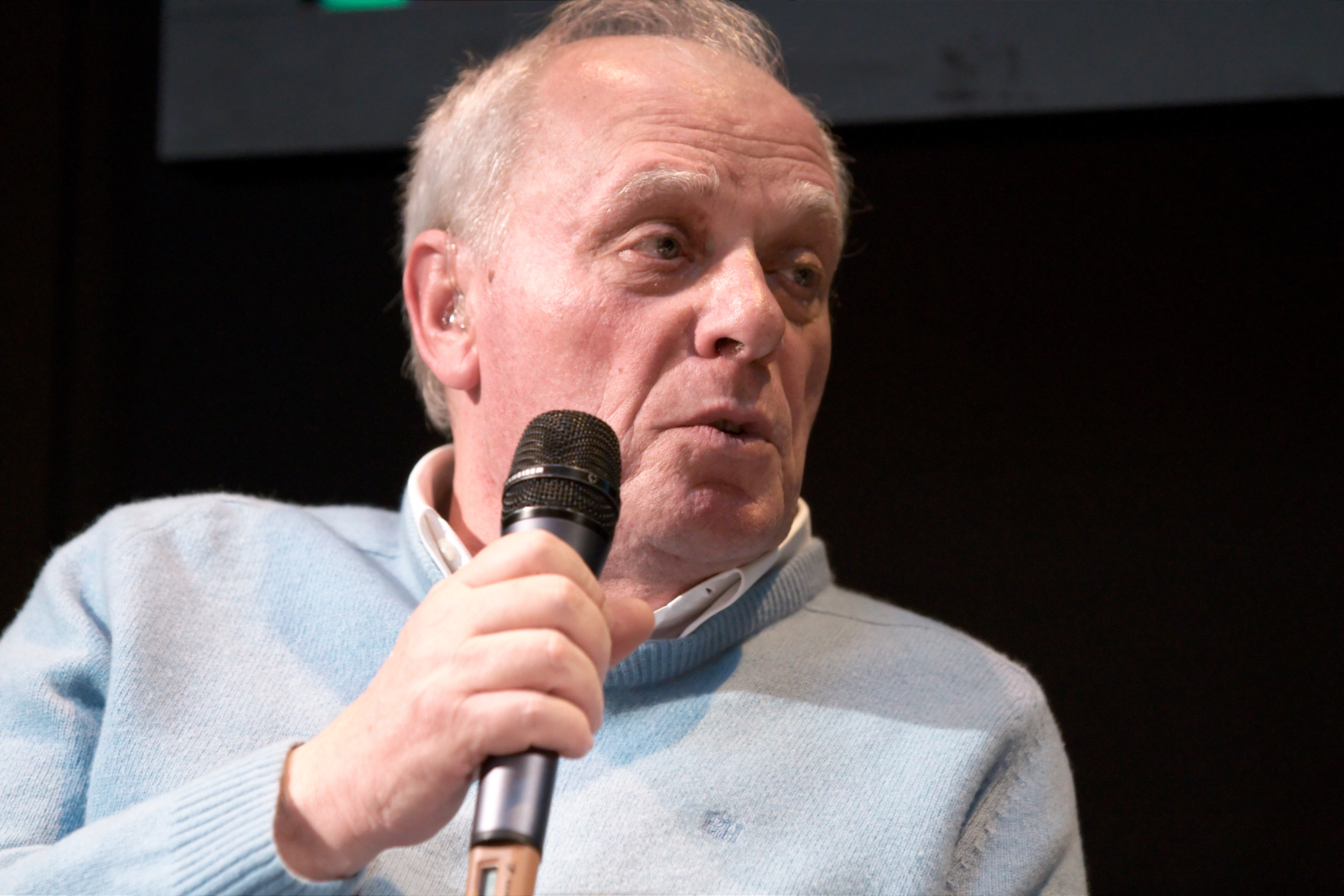
António Lobo Antunes

## Einordnung in das Gesamtwerk
Anders als in seinen anderen Romanen bedient sich Antunes in „Elefantengedächtnis“ eines externen anonymen Erzählers, der vom Arzt in der 3. Person spricht. Ab seinem zweiten Roman Judaskuss erreicht er die Formhöhe seiner inneren Monologe, aber auch in seinem ersten Roman „Elefantengedächtnis“ finden sich seine Sprachgewalt, seine barock anmutenden, weit hergeholten Metaphern, und seine ungewöhnlichen, ausufernden Vergleiche. Antunes entfaltet hier, wie in allen späteren Romanen, eine Prosa der Gleichzeitigkeit aus dem Hier und Jetzt, den Erinnerungen, den Reflexionen und Assoziationen. Ähnlich wie in Guten Abend ihr Dinge hier unten setzt sich Antunes auch schon im Erstling mit dem verlorenen Angolakrieg auseinander, beschreibt den Verfall einer großbürgerlichen Familie, wie dem der Valadas in Antunes Roman Die natürliche Ordnung der Dinge. Ähnliche Thematiken über psychisch Kranke, wie verrückte Eisenbahnfreaks und Mongoloide mit Inzestbiographien greift er noch einmal im Roman über den Niedergang der Familie in Reigen der Verdammten auf. Hier beginnt der Roman ebenfalls in der Lebenswirklichkeit eines Arztes, dort gesellen sich jedoch noch neun andere Monologführer dazu. Ebenso wie im Roman „Elefantengedächtnis“ geht es im Handbuch der Inquisitoren um die Trennung der Ehe. Somit sind alle Thematiken seiner Erinnerungsprosa der späteren Romane auch schon im Debütroman angelegt.

## Aufbau
Der Roman ist gegliedert in zehn nicht bezeichnete Kapitel, die durch den Seitenumbruch getrennt sind. Die Rahmenhandlung findet an einem Tag statt, vom Morgen des ersten Tages bis zum nächsten Morgen. Eingeschoben sind mehrere in Strophen gefasste Liedtexte und Gedichte.

## Inhalt
Die Handlung ist antirealistisch und findet als psychologisierende, reihende Abbildung Portugals und seiner Bewohner statt. Diese ist misogyn und voller Selbsthass, sodass der größte Teil bitterböse zynische Vergleiche sind sowie Aneinanderreihungen von genauen Beobachtungen, und sentimentale Rückblicke auf die Ehe, die in einem März geschieden wurde.
Dennoch gibt es eine untergeordnete Rahmenhandlung, die den assoziativen Elementen als Vehikel dient. Der nicht näher genannte Arzt betritt die Klinik Miguel Bombarda zum Dienstbeginn und trifft dort auf zahlreiche skurrile Gestalten. Nachdem ihm die Krankenschwester Charlotte Bronte assistiert hat, alle Unterlagen ausgefüllt sind, und er wieder allein in seinem Sprechzimmer sitzt, ruft er seinen Freund, einen Arzt, an und verabredet sich zum Mittag, mit der Begründung, er sei ganz unten angekommen. 
Es folgt eine Szene mit einem Elternpaar in einer Sprechstunde der Klinik. Das Paar möchte gern den Sohn zwangseinliefern. Es stellt sich jedoch heraus, dass dies völlig unnötig ist, da das Problem nur die Überforderung der Eltern mit den normalen spät-pubertäre Auswüchsen eines Siebzehnjährigen ist. Der Sohn, der als ängstliches „Frettchen“ beschrieben wird, sitzt während des Gesprächs im Sprechzimmer und blickt schweigend aus dem Fenster, ohne auf den Arzt zu reagieren. Nachdem das Gespräch sehr einseitig verlaufen ist, begleitet der Arzt die Familie aus dem Krankenhaus und steigt in sein Auto, das er als ganz persönlichen Minibunker ansieht, und das an mehreren Stellen dieser Odyssee Kapitel neu einleitet.
Interessant ist, dass sich Antunes in den Vergleichen hier in seinem Erstling auch mit anderen Schriftstellern vergleicht. Sein Freund, der Arzt, mit dem er zu Mittag isst und dem er sein Herz ausschütten kann, wird zum Max Brod, der ihn, Franz Kafka, nach dem Tod veröffentlichen soll. Die Liste mit Schriftstellern setzt sich fort mit Umberto Eco. Dieser soll zu Rate gezogen werden. Auch Agatha Christie ist genannt, Federico Fellini wird zitiert, sowie etliche Größen der Kulturgeschichte Portugals. Die Vermutung, dass es sich um ein in das Romanwerk gegossenes „Namedropping“ handelt, liegt daher nahe und wird dabei auch zu einer Gelehrtenrepublik à la Arno Schmidt.
Dessen Utopia findet sich bei Antunes auf konzentrische Kreise rund um die Klinik übertragen: „Möglich, dass hier und dort draußen die Mauern des Krankenhauses konzentrisch sind und das ganze Land bis zum Meer umschließen… konzentrische Mauern… Labyrinthe aus Häusern und Straßen… dass man nie wirklich wegkommt.“
Nachdem das Mittagessen beendet ist, begibt der Protagonist sich zu einer Zahnarztbehandlung, wo ihm ein rotblondes, leicht biestiges Mädchen ihre Nummer gibt. Die Schmerzen und das helle Licht der Boxringlampe beim Zahnarzt lösen eine Flut von Erinnerungen aus. Es folgt eine Wanderung durch die Stadt, bei der er auch seine beiden Töchter aus dem Gymnasium kommen sieht. Später besucht der Arzt eine Bar, versucht die Rotblonde zu erreichen, doch sie geht nicht ans Telefon. Als Nächstes erinnert er sich, einer Analysesitzung beiwohnen zu wollen.
Dort angekommen sprechen nun fünf Frauen und drei Männer über ihre Leiden. Als der Arzt zu Worte kommt, spricht er aus, was er in den übrigen Kapiteln nur gedacht hatte: „Ich sehne mich nach meiner Frau, kann es aber weder ihr noch sonstwem außer Ihnen sagen“. Es folgt die Heimfahrt mit seinem Auto in seine riesige, möbellose Wohnung. Nun folgt eine Schlussepisode in einem Casino, wo der Psychiater auf eine ältere Frau namens Dori, das „Reptil“, trifft. Mit dieser verbringt er die Nacht und deckt sie am Morgen zu, wie mit einem „barmherzigen Leichentuch, während sich ihr vom Gaumen gelöstes Gebiss im Rhythmus des Atems bewegt“. Der Psychiater tritt auf den dunklen, kalten Balkon und fühlt sich frei, nimmt sich vor, sein Leben zu ordnen, weniger obszön zu sein, und sich einen Wandteppich mit Tigern zu kaufen. Er erklärt sich dazu im Schlusssatz: „Ich brauche etwas, das mir hilft zu existieren“.

## Interpretation
Die Irrenanstalt dient als Metapher für das ganze Land, das sich gerade erst aus dem Knebelgriff der Salazar-Diktatur gewunden hat. Dem Chaos der Verrückten wird eine Freiheit geboten, die schwer nutzbar ist. Antunes Protagonist, der selbst Arzt ist, begegnet der Oberheiligkeit der Ärzteschaft mit zynisch beißendem Witz, entlarvt sie als unfähig, bürokratisiert, und zeigt deren dilettantischen Handlungsanweisungen auf. Es ist somit zugleich auch eine Hinterfragung überkommener psychiatrischer Lehrmeinungen der Zeit, sowie auch ein Überdruss gegenüber der Institution schlechthin, was dem Trend der ausgehenden 1970er Jahre entspricht. Dieser vordergründig als Vehikel benutzten Erzählung setzt Antunes seine eigene Aufarbeitung der gescheiterten Ehe hinzu, was ein natürlicher Schreibanlass für viele Autoren ist. Dass jedoch dem Erstling weitere dutzende Romane folgen, beweist, dass es sich um einen großen Literaten handelt, der sich an der Welt reiben muss, um nicht unterzugehen. Der Romantitel „Elefantengedächtnis“ geht laut der Verlagsinformation im Klappentext auf Beschreibungen der Mutter Antunes über ihren Sohn zurück.

## Ausgaben
- Antonio Lobo Antunes: Memória de elefante. Publicações Dom Quixote, Lissabon 1979
- Antonio Lobo Antunes: Elefantengedächtnis. Aus dem Portugiesischen von Maralde Meyer-Minnemann. Luchterhand, München 2004, ISBN 3-630-87177-1 (Taschenbuchausgabe mit einem Nachwort von Sigrid Löffler: btb, München 2006, ISBN 978-3-442-73424-5)

## Rezensionen
Friedhelm Rathjen von der Frankfurter Rundschau attestierte dem Autor eine bestechende „sprachliche Wucht“, die jedoch in der dritten Person nicht richtig zum Ausdruck kommen könne: „Die Sätze sind lang und ausladend, viele zerdehnen sich durch Partizipialkonstruktionen und schaffen eine Art Gleichzeitigkeitsprosa, wie sie außer Antonio Lobo Antunes niemand schreibt.“  Der äußere Erzähler behindere dabei den erwarteten inneren Monolog. „Erst auf den letzten zwei Seiten von Elefantengedächtnis schafft er den Sprung in sein eigentliches Werk, alles vorherige ist ein fauler Kompromiss, der Versuch, auf eine Art zu schreiben, die (noch) nicht die seine ist. Sein zweiter, beinahe gleichzeitig entstandener und wenige Monate nach Elefantengedächtnis veröffentlichter Roman Der Judaskuss ist folgerichtig ein einziger ungefilterter innerer Monolog und damit der eigentliche Fanfarenstoß dieses unvergleichlichen Autors.“
Kersten Knipp freute sich in der Neuen Zürcher Zeitung über die gelungene Neuübersetzung und sah das Werk bereits als Kunstwerk an, da es „Topoi und Stereotype“ weitgehend vermeide.
Hans-Peter Kunisch schloss sich für die Süddeutsche Zeitung Knipps genereller Einschätzung zur Neuübersetzung des Romans von 1979 an und lobte die „Sprachkunst“ des Schriftstellers, dessen Werk „bis an die Grenzen der Sentimentalität“ mit Wahrheitswillen verknüpft scheint.
Andrea Kachelrieß von den Stuttgarter Nachrichten war ebenfalls von dem Werk angetan, dessen Stil nahezu überwältigend, aber auch mitunter kitschig geraten sei: „Atemlose Satzgebilde reißen den Leser wie die Strudel eines Hochwasser führenden Flusses in ihren Sog. Eine Metapher jagt die nächste; in der Flut der Bilder gerät allerdings das eine oder andere schon mal schief oder eine Spur zu kitschig.“
Hans-Jürgen Schmitt wog im Kulturprogramm des Deutschlandradios die Vorzüge des Romanerstlings ab und stellte ihn rückblickend in Vergleich zu dem Gesamtwerk: „Etwas aber ist ganz anders als in allen späteren Romanen: der Furcht, sich in Nichts aufzulösen, begegnet er mit der Zuflucht zu Literatur, Musik und Kunst. Immer wieder finden sich in die Erzählung eingebettet pointierte Anspielungen auf Werke von Künstlern, Musikern und Schriftstellern, die seine Lebenssituation erklären helfen.“
In novacultura befand man, dass sich die „Unruhe und Getriebenheit des Protagonisten“ fast unweigerlich auf den Leser übertrage und die Irrenanstalt zur Metapher wird: „Elefantengedächtnis liest sich wie ein Prototyp dieses gewaltigen, verschachtelten, und noch lange nicht abgeschlossenen Gesamtwerks, mit dem sich Lobo Antunes mit jedem Roman neu den immer gleichen Hass von der Seele schreibt.“